# Perithous guizhouensis
Perithous guizhouensis är en stekelart som beskrevs av He 1996. Perithous guizhouensis ingår i släktet Perithous och familjen brokparasitsteklar. Inga underarter finns listade i Catalogue of Life.